# Marsilea nashii
Marsilea nashii är en klöverbräkenväxtart som beskrevs av Lucien Marcus Underwood. Marsilea nashii ingår i släktet Marsilea och familjen Marsileaceae. Inga underarter finns listade.